# Winslow Hall
Winslow William Hall (ur. 15 maja 1912 w Oakland, zm. 27 grudnia 1995 w Dutch Flat) – amerykański wioślarz, złoty medalista olimpijski.
Wystąpił na igrzyskach olimpijskich w Los Angeles w 1932, gdzie Amerykanie w składzie: Edwin Salisbury, James Blair, Duncan Gregg, David Dunlap, Burton Jastram, Charles Chandler, Harold Tower, Winslow Hall i Norris Graham (sternik) zdobyli złoty medal w ósemkach. W finale o 0,2 sekundy wyprzedzili Włochów i o 2,8 sekundy Kanadyjczyków. Był to jego jedyny start olimpijski.
Ukończył Uniwersytet Kalifornijski w Berkeley, z wykształcenia był ekonomistą. W trakcie II wojny światowej służył w United States Navy. Ze służby odszedł w stopniu komandora podporucznika.